# المعاهدة العامة
المعاهدة العامة (بالألمانية: Generalvertrag)‏، أيضا Deutschlandvertrag "معاهدة ألمانيا") هي معاهدة للقانون الدولي تم توقيعها من قبل جمهورية ألمانيا الاتحادية (FRG أو ألمانيا الغربية)، والحلفاء الغربيين ( فرنسا والمملكة المتحدة والولايات المتحدة الأمريكية ) في 26 مايو 1952 ولكنها أصبحت سارية بعض بعض التعديلات الطفيفة، فقط في عام 1955. أنهت رسميا وضع ألمانيا كأرض محتلة واعترفت بحقوقها في دولة ذات سيادة، مع بعض القيود التي بقيت سارية حتى إعادة توحيد ألمانيا في عام 1990.
أصبح تحقيق السيادة ضروريًا في ضوء جهود إعادة التسلح التي بذلتها ألمانيا الشرقية. لهذا السبب، تم الاتفاق على أن المعاهدة لن تدخل حيز التنفيذ إلا عندما انضمت ألمانيا الغربية أيضًا إلى جماعة الدفاع الأوروبية (EDC). نظرًا لعدم موافقة البرلمان الفرنسي على معاهدة EDC في 30 أغسطس 1954، فإن المعاهدة العامة لم تدخل حيز التنفيذ. بعد هذا الفشل، كان لا بد من إعادة صياغة معاهدة EDC وقررت الدول في مؤتمر لندن لتسع قوى السماح لألمانيا الغربية بالانضمام إلى حلف الناتو وإنشاء اتحاد غرب أوروبا (يجب عدم الخلط بينه وبين الاتحاد الأوروبي أو الاتحاد الأوروبي). مع هذا التطور، أصبحت ألمانيا الغربية، بقيادة كونراد أديناور، أمام خلفية الحرب الباردة شريكًا موثوقًا به تمامًا للحلفاء الغربيين، ومع المسودة الثانية للمعاهدة العامة، استعادت ألمانيا الغربية سيادتها إلى حد كبير. احتفظ الحلفاء، مع ذلك، ببعض الضوابط على ألمانيا حتى عام 1991 (انظر مزيد من اتفاق اثنين زائد أربعة).
بعد التصديق على معاهدات باريس في 5 مايو 1955، دخلت المعاهدة العامة حيز التنفيذ الكامل.

## روابط خارجية
- النص الألماني للمعاهدة (بالألمانية)